# Castello di Rustéphan
Il castello di Rustéphan è un castello in rovina, ubicato a Pont-Aven, precisamente nel centro storico del vecchio comune di Nizon.

## Storia
Secondo la tradizione, un primitivo castello fu costruito da un figlio del duca di Bretagna, Stefano I di Penthièvre, nel XII secolo. Situato nei pressi di un bosco, ricco di selvaggina, secondo alcuni storici il castello sarebbe potuto essere un casino di caccia dei duchi di Bretagna. Nel 1250 era di proprietà di Bianca di Castiglia.
Un secondo castello venne invece edificato presumibilmente nel 1480 da Jean II du Fou, ciambellano di re Luigi XI. Agli inizi del XVII secolo venne venduto a Charles de Guer, barone di Pontcallec, per poi passare alla famiglia Le Pierre.
Nel 1794 venne descritto da Jacques Cambry già allo stato di rovina: l'8 luglio 1798 fu venduto come bene nazionale. Tuttavia i nuovi proprietari iniziano un'opera di smantellamento per farne un fienile, e, utilizzandolo come cava di pietra, per costruire le fattorie circostanti: le demolizioni proseguirono tra il 1832 e il 1864. Nel 1887, a seguito di nuove demolizioni, il consiglio generale e la Società archeologica del Finistère tentarono di opporsi all'azione vandalica. Il 10 maggio 1926 le rovine furono inserite tra i monumenti storici.

## Descrizione
Da alcune descrizioni del passato si è a conoscenza che il castello era di forma rettangolare, con una facciata lunga circa 34 metri: a ogni angolo era posta una torre oltre a una torre più grande con scala centrale; le finestre erano squadrate, mentre le mura avevano uno spessore di più di un metro. Per le torrette venne utilizzato un cemento duro, mentre per il resto dell'edificio una malta poco resistente. Del castello restano due imponenti strutture in murature alte circa venti metri: quella di sinistra conserva tracce di camini e finestre, mentre quella di destra è una torre corredata di scale e resti di mura interne. La porta d'ingresso principale è semicircolare e sormontata da ornamenti gotici. Sia le coperture che le pavimentazioni mancano. La facciata crollò nel XIX secolo.
Secondo la leggenda, Yannick Le Flecher, un cittadino del borgo, nel XVI secolo, si innamorò di Geneviève du Faou, una delle figlie del signore di Rustépahn: il padre, disapprovando la relazione, costrinse Yannick a diventare sacerdote; Geneviève, dal dolore, si lasciò morire. Si narra che il fantasma della giovane e di un vecchio monaco si aggirino per le rovine del castello.